# Hárfások listája
Hárfás névvel illetjük az olyan embereket, akik hárfán játszanak.

## Híres külföldi hárfások
Ez a lista a nem magyar vagy Magyarországon működött hárfásokat tartalmazza.
| Ábécé szerinti tartalomjegyzék                                                                           |
| --- |
| A, Á B C Cs D Dz Dzs E, É F G Gy H I, Í J K L Ly M N Ny O, Ó Ö, Ő P Q R S Sz T Ty U, Ú Ü, Ű V W X Y Z Zs |

| - Abraham Abreu - Nancy Allen - Lori Andrews - Elias Parish Alvars - Letizia Belmondo - Elinor Bennett - Nicolas-Charles Bochsa - Jana Bouŝková - Frédérique Cambreling - Alice Chalifoux - Annie Challan - Alice Coltrane - Vera Dulova - Ossian Ellis - Kateřina Englichová - Catrin Finch - Madame de Genlis - Martine Géliot - Alice Giles - Sidonie Goossens - Marcel Georges Lucien Grandjany - Maria Graf - Alphonse Hasselmans - Deborah Henson-Conant - Ursula Holliger | - Varvara Ivanova - Marie-Claire Jamet - Pierre Jamet - Eva Jaslar - Ieuan Jones - Skaila Kanga - Frances Kelly - Gwenael Kerleo - Yolanda Kondonassis - Jean-Baptiste Krumpholz - Theodore Labarre - Lilly Laskine - Andrew Lawrence-King - Sivan Magen - Xavier de Maistre - Chantal Mathieu - Susann McDonald - Lavinia Meijer - Susanna Mildonian - Emily Mitchell - Isabelle Moretti - Marielle Nordmann - Alfredo Rolando Ortiz | - Isabelle Perrin - Maria Luisa Rayan - Henriette Renié - Marisa Robles - Ivan Ion Roncea - Carlos Salzédo - Florence Sitruk - Alan Stivell - Ernestine Stoop - Carl Swanson - William Taylor - Marcel Tournier - Eleanor Turner - Anna Verkholantseva - Erika Waardenburg - Gwyneth Wentink - Jane Yoon - Naoko Yoshino - Dan Yu - Nicanor Zabaleta |

## Hárfaegyüttesek
- Magyar Hárfaegyüttes
- Magyar Hárfás Trió
- Magyar hárfás trió (Lajtha László-féle)
- New York Harp Ensemble

## Külső kapcsolat
- HarpPost magyar nyelvű hárfás blog